# Horia (Constanța)
Horia es una comuna rumana del condado de Constanța.

## Geografía
La comuna está ubicada en la región de Dobruja septentrional.

## Historia
Hacia finales del siglo XX había una comuna llamada Horia que incluía las localidades de Horia (capital), Ghindărești, Cloșca y Tichilești. En 1996 dicha comuna cambió su nombre por el de Ghindărești y la capital pasó de la localidad de Horia a la de Ghindărești.
En el censo de 2021 había una nueva comuna de Horia, que había pasado a estar formada por las localidades de Horia, Cloșca y Tichilești y tenía una población de 942 habitantes.